# Heorhij Kicza
Heorhij Serhijowycz Kicza, ukr. Георгій Сергійович Кіча (ur. 12 marca 1990 w Kijowie) – ukraiński hokeista, reprezentant Ukrainy.

## Kariera
- Sokił Kijów – juniorzy (2004-2005)
- Sokił 2 Kijów (2005/2006)
- Sokił-89 (2005/2006)
- Berkut Browary (2006-2007)
- Biłyj Bars Browary (2007-2008)
- ATEK Kijów (2008-2009)
- Biłyj Bars Browary (2009-2010)
- Sibirskie Snajpiery Nowosybirsk (2010-2011)
- Biłyj Bars Browary (2011-2012)
- Łewy Lwów (2013-2014)
- ATEK Kijów (2014-2015)
- Generals Kijów (2015-2016)
- HK Krzemieńczuk (2016-2017)
- CSA Steaua  Bukareszt (2017-2018)
- HC Prešov Penguins (2018-2019)
- Zeytinburnu Belediye SK (2019-2020)
- Kryżani Wowky Kijów (2020-2021)
- Rulav Odd Charków (2021/2022)

Wychowanek Sokiła Kijów. W swojej karierze grał w klubach ligi ukraińskiej, rosyjskich rozgrywkach juniorskich MHL, lidze rumuńskiej, 1. lidze słowackiej, lidze tureckiej.
Uczestniczył w turniejach mistrzostw świata juniorów do lat 18 edycji 2006, 2007, 2008 (Dywizja IB), mistrzostw świata juniorów do lat 20 edycji 2008, 2009, 2010 (Dywizja IB), mistrzostw świata edycji 2016 (Dywizja IB), 2017 (Dywizja IA).

## Sukcesy
Reprezentacyjne
- Awans do MŚ Dywizji I Grupy A: 2016

Klubowe
- Srebrny medal mistrzostw Ukrainy: 2007 z Berutem Browary, 2008 z Biłym Barsem Browary, 2016 z Generals Kijów, 2017 z HK Krzemieńczuk
- Złoty medal mistrzostw Ukrainy: 2015 z ATEK Kijów
- Brązowy medal mistrzostw Rumunii: 2018 z CSA Steaua Bukareszt

Indywidualne
- Mistrzostwa Ukrainy w hokeju na lodzie (2015/2016):
  - Szóste miejsce w klasyfikacji strzelców w sezonie zasadniczym: 36 goli[1]
  - Siódme miejsce w klasyfikacji asystentów w sezonie zasadniczym: 52 asysty[2]
  - Szóste miejsce w klasyfikacji kanadyjskiej w sezonie zasadniczym: 88 punktów[3]